# Division 1 för herrar 2020
La Division 1 för herrar 2020 è la 30ª edizione del campionato di football americano di secondo livello, organizzato dalla SAFF.

## Squadre partecipanti
| Club                   | Città        | Stadio | Sponsor ufficiale | Risultato nella stagione 2019 |
| ---------------------- | ------------ | ------ | ----------------- | ----------------------------- |
| AIK                    | Solna        |        |                   |                               |
| Arlanda Jets           | Märsta       |        |                   |                               |
| Ekeby Greys            | Ekeby        |        |                   |                               |
| Kristianstad Predators | Kristianstad |        |                   |                               |
| Limhamn Griffins       | Malmö        |        |                   |                               |
| Tyresö Royal Crowns    | Tyresö       |        |                   |                               |
| Upplands-Bro Broncos   | Kungsängen   |        |                   |                               |

## Stagione regolare

### Calendario

#### 1ª giornata
| 22 agosto 2020 | Limhamn Griffins | 26 – 34 | Kristianstad Predators |  |

| 22 agosto 2020 | AIK | 38 – 0 | Tyresö Royal Crowns |  |

| 23 agosto 2020 | Upplands-Bro Broncos | 7 – 44 | Arlanda Jets |  |

#### 2ª giornata
| 28 agosto 2020 | Kristianstad Predators | 54 – 6 | Ekeby Greys |  |

| 29 agosto 2020 | AIK | 64 – 0 | Upplands-Bro Broncos |  |

| 30 agosto 2020 | Arlanda Jets | 42 – 6 | Tyresö Royal Crowns |  |

#### 3ª giornata
| 5 settembre 2020 | Ekeby Greys | 13 – 38 | Kristianstad Predators |  |

| 6 settembre 2020 | Arlanda Jets | 32 – 6 | AIK |  |

| 6 settembre 2020 | Tyresö Royal Crowns | 36 – 0 | Upplands-Bro Broncos |  |

#### 4ª giornata
| 11 settembre 2020 | Kristianstad Predators | 49 – 35 | Limhamn Griffins |  |

| 12 settembre 2020 | AIK | 21 – 14 | Arlanda Jets |  |

| 13 settembre 2020 | Upplands-Bro Broncos | 14 – 40 | Tyresö Royal Crowns |  |

#### 5ª giornata
| 19 settembre 2020 | Limhamn Griffins | 42 – 12 | Ekeby Greys |  |

| 20 settembre 2020 | Upplands-Bro Broncos | 0 – 56 | AIK |  |

| 20 settembre 2020 | Tyresö Royal Crowns | 12 – 20 | Arlanda Jets |  |

#### 6ª giornata
| 26 settembre 2020 | Tyresö Royal Crowns | 0 – 49 | AIK |  |

| 27 settembre 2020 | Arlanda Jets | 58 – 0 | Upplands-Bro Broncos |  |

| 27 settembre 2020 | Ekeby Greys | 7 – 34 | Limhamn Griffins |  |

### Classifiche
Le classifiche della regular season sono le seguenti:
- PCT = percentuale di vittorie, G = partite giocate, V = partite vinte,  P = partite perse, PF = punti fatti, PS = punti subiti

#### Norra
| Pos. | Squadra              | PCT  | G | V | N | P | PF  | PS  |
| ---- | -------------------- | ---- | - | - | - | - | --- | --- |
| 1    | Arlanda Jets         | .833 | 6 | 5 | 0 | 1 | 210 | 52  |
| 2    | AIK                  | .833 | 6 | 5 | 0 | 1 | 234 | 46  |
| 3    | Tyresö Royal Crowns  | .333 | 6 | 2 | 0 | 4 | 94  | 163 |
| 4    | Upplands-Bro Broncos | .000 | 6 | 0 | 0 | 6 | 21  | 298 |

#### Södra
| Pos. | Squadra                | PCT   | G | V | N | P | PF  | PS  |
| ---- | ---------------------- | ----- | - | - | - | - | --- | --- |
| 1    | Kristianstad Predators | 1.000 | 4 | 4 | 0 | 0 | 175 | 80  |
| 2    | Limhamn Griffins       | .500  | 4 | 2 | 0 | 2 | 137 | 102 |
| 3    | Ekeby Greys            | .000  | 4 | 0 | 0 | 4 | 38  | 168 |

## Playoff
| 4 ottobre 2020 | Arlanda Jets | 17 – 24 | Limhamn Griffins |  |

| 11 ottobre 2020 | Kristianstad Predators | 34 – 28 | AIK |  |

## Verdetti
- Kristianstad Predators e  Limhamn Griffins Campioni della Division 1 2020